# Ebbe Skammelsøn
"Ebbe Skammelsøn" eller "Ebbe Skammelsen" er en folkevise fra middelalderen. Der er tale om en såkaldt riddervise af den ældre type, hvor temaet oftest er slægtsfejder, hvilket også er tilfældet her.
"Ebbe Skammelsøn" indgår i lyrikantologien i Kulturkanonen fra 2006.

## Handling
Visen er et familiedrama hos Skammel i Thy med hans to sønner, Ebbe og Peder, i centrum. Ebbe tjener hos kongen, mens hans forlovede, Adelus (i nogle udgaver hedder hun Lucelille), venter på ham derhjemme. Peder forelsker sig i hende og forsøger at lokke hende for sig ved at bagtale Ebbe. Dette tror hun ikke på, og i stedet fortæller Peder hende, at Ebbe er død. Adelus indvilger så i at gifte sig med Peder, hvilket straks arrangeres. Imidlertid drømmer Ebbe om, at Peder og Adelus brænder inde, og da han beretter om det, får han at vide, hvad der sker derhjemme. Han iler derpå hjem, hvor han først møder sine to søstre og giver dem smykker, som han havde tiltænkt Adelus. Søstrene giver ham modstridende råd om, hvad han nu skal gøre: blive hjemme eller rejse bort.
Han er på vej væk, da hans mor overtaler ham til at blive, og han kommer med til bryllupsfesten. Ved synet af Adelus bliver han bedrøvet, og om aftenen følger han hende til sit kammer. Da han minder hende om, hvad de havde sammen, prøver hun at spise ham af med, at hun vil være som en mor for ham. Dette gør ham ude af sig selv, og han truer hende med at dræbe Peder. Da hun protesterer og siger, at han ikke vil få hende bagefter, dræber Ebbe Adelus. Han gemmer sværdet og går til Peder og siger til ham, at Adelus venter på ham. Peder tilbyder nu Ebbe at ligge med Adelus på bryllupsnatten, men i stedet dræber Ebbe også Peder. Han følger op med at kvæste sin far alvorligt og hugge hånden af sin mor, inden han ifølge det tilbagevendende omkvæd går i landflygtighed.

## Opbygning
"Ebbe Skammelsøn" består af 32 strofer på hver fire linjer med rim på anden og fjerde linje (i de fleste strofer) samt en omkvædslinje: "Fordi træder Ebbe Skammelsøn saa mangen Sti vild".
Til visen findes også en folkemelodi, og visen er indspillet i flere udgaver. Blandt de mere kendte kunstnere kan nævnes  Daimi, der udsendte den på single i 1970 som bagside til "Nøglen til Paradis", Birgitte Grimstad, der indspillede den til Viser er så meget (1968) og Birgitte Bruun, der sang den til Henrik Sørensens orkester på Sange for Larsen (1995).